# غاستون دي لوس سانتوس
غاستون دي لوس سانتوس (بالإسبانية: Gastón de los Santos) هو لاعب كرة قدم أوروغواياني، ولد في 19 أبريل 1982 في مونتفيدو في الأوروغواي. لعب مع بيلا فيستا ورامبلا جونيورز.

## وصلات خارجية
- غاستون دي لوس سانتوس على موقع قاعدة بيانات كرة القدم.إي يو (الإنجليزية)
- غاستون دي لوس سانتوس على موقع Soccerway.com (الإنجليزية)